# Cabo Dañoso
El Cabo Dañoso es un accidente geográfico costero ubicado en el departamento Magallanes en la Provincia de Santa Cruz (Argentina), más específicamente en la posición 48°50′00″S 67°14′00″O / -48.83333, -67.23333. Se encuentra a aproximadamente a 60 km al norte de la ciudad de Puerto San Julián. El cabo Dañoso presenta una costa de rodados y gravas, de origen holocénico, con una forma general redondeada paralela a la costa. Por detrás existen cordones litorales pleistocenicos. En la costa, a aproximadamente 3 millas al sudeste del cabo existe un arrecife que rompe en la bajamar. 
El topónimo del cabo, "dañoso", hace mención a la dificultad que genera para la navegación por el lugar, por lo que se decidió a instalar un faro para facilitar la navegación en la zona. Es por ello que el día 1° de agosto de 1922 se libró al servicio el faro Cabo Dañoso.